# Crkva sv. Nikole u Gornjem Humcu
Crkva sv. Nikole u selu Gornjem Humcu, općina Pučišća.

## Opis
Župna crkva sv. Nikole u Gornjem Humcu podignuta je 1749. godine na mjestu starije crkvice Gospe od Pohođenja. Jednobrodna građevina s ravnim istočnim zidom i zvonikom prizidanim na jugoistoku građena je u pravilnim redovima kamena. Sred pročelja je profilirani portal s jastukom i vijencem, a iznad bogata rozeta sa stupićima i manja prošupljena u obliku četverolista. U crkvi su pohranjena dva kamena triptiha: prvi rad škole Jurja Dalmatinca, te drugi produkt radionice Nikole Firentinca iz crkve sv. Kuzme i Damjana na Straževniku. Unutrašnjost je presvođena bačvastim svodom s pojasnicama, a duboke niše na bočnim zidovima daju iluziju trobrodnosti.

## Zaštita
Pod oznakom Z-4683 zavedena je kao nepokretno kulturno dobro - pojedinačno, pravna statusa zaštićena kulturnog dobra, klasificirano kao "sakralna graditeljska baština".

## Vanjske poveznice
|  | Zajednički poslužitelj ima još gradiva o temi Crkva sv. Nikole u Gornjem Humcu |